# Nicandro (poeta)
Nicandro di Colofone (in greco antico: Νίκανδρος?, Níkandros; fl. III-II secolo a.C.) è stato un poeta greco antico di età ellenistica.

## Biografia
Fu figlio di Damèo e nativo di Claros presso Colofone, nella Ionia d'Asia, luogo celebre per il culto di Apollo Clario e per un famoso santuario del dio (sembra attendibile la notizia secondo cui Nicandro ne fosse sacerdote).
Già le fonti antiche mostrano una certa confusione nei dati biografici: alcuni, infatti, lo vollero coetaneo di Teocrito (310-260 ca. a.C.), altri lo ascrissero alla generazione successiva, altri ancora lo ritennero contemporaneo di Attalo III di Pergamo (138-133 a.C.). Proprio un carme dedicato a quest'ultimo inviterebbe a considerarlo attivo verso la metà del II secolo avanti Cristo. Tale incertezza sembra essere stata ingenerata dalla confusione con un altro Nicandro, figlio di Anassagora, colofonio pure lui e forse suo antenato, il cui floruit si colloca verso la metà del III secolo avanti Cristo e che l'iscrizione delfica n° 452 della raccolta di Dittenberger ricorda come poeta epico. La confusione ha avuto forti ripercussioni anche sull'attribuzione delle tante opere assegnate nell'antichità a Nicandro e per noi perdute.

## Opere
Al Nicandro più giovane, il figlio di Damèo, si attribuiscono:
- due poemi didascalici, intitolati Rimedi contro i veleni animali (Θηριακά, Thēriaká), in 958 esametri, e Antidoti (Ἀλεξιφάρμακα, Alexiphármaka), in 630 esametri;
  - Entrambi i poemi sono stati parafrasati in epoca imprecisata da un tale Eutecnio, cui i manoscritti si riferiscono come Εὐτέκνιος σοφιστής (Eutècnios sophistḕs, "Eutecnio sofista"), altrimenti ignoto. Le sue parafrasi nicandree vanno assieme a quelle anonime delle opere di un altro poeta ellenistico, Oppiano di Anazarbo, e a quella degli Ixeutica di Dionigi il Periegeta. Le ricerche hanno permesso di dimostrare che Eutecnio avesse presenti i commentari a Nicandro e anche gli scolii, dato che ne desume notizie e glosse che inframmezza alla propria parafrasi in modo da spiegare passaggi difficili e termini tecnici.[1]
- le Georgiche (Γεωργικά Gheōrghiká), in due libri, di cui si conservano più numerosi i frammenti grazie al retore Ateneo di Naucrati, vissuto al tempo di Commodo. Secondo Quintiliano (10.1.56) l'opera avrebbe fornito molti spunti all'omonimo poema di Publio Virgilio Marone, ma non è possibile evincerlo dai versi superstiti, che trattano della coltivazione delle rose e di altre piante da fiore;
- le Metamorfosi (Ἑτεροιούμενα Heteroiúmena), in cinque libri, su miti di eroi ed eroine trasformati dagli dei in piante o animali. Troppo pochi sarebbero i versi sopravvissuti per dare un'idea dell'argomento, se non avessimo i riassunti dei miti contenuti in un'opera di Partenio di Nicea e in un compendio di Antonino Liberale, forse liberto di Antonino Pio. Anche in questo caso è ancora sub iudice la questione del rapporto con l'omonima opera di Ovidio;
- Un'opera Sull'apicoltura (Μελισσουργικά Melissūrghikà);
- infine, si attribuiscono al Nicandro figlio di Dameo anche altre opere di carattere terapeutiche nonché, data la prassi di versificare opere scientifiche in prosa, una parafrasi in versi dei Prognostica di Ippocrate di Coo.

Tra gli altri scritti che non si sono conservati e che non si sa a quale dei due Nicandro attribuire vi era un poema sull'apicultura (Μελισσουργικά) che è stato probabilmente la fonte di Virgilio sull'argomento.

### Θηριακά
Si aprono con un breve proemio dedicato a tale Ermesianatte (vv. 1-7) e con alcune notizie generali sui veleni, che sarebbero nati dal sangue dei Titanii; si prendono poi in considerazione i vari rimedi contro i veleni, mischiando genericamente nozioni scientifiche e credenze popolari, gli animali più letali (soprattutto i serpenti femmina) e le stagioni più pericolose (vv. 8-144). Seguono una lunga sezione sui rettili (vv. 145-492) e la descrizione degli antidoti (vv. 493-714); vengono poi esaminati i ragni (vv. 715-768), gli scorpioni (vv. 769-804) e le altre specie pericolose per l'uomo (vv. 805-836). In chiusura un'elencazione dei rimedi generali (vv. 837-956) e una σφραγίς sphraghís in cui il poeta invita Ermesianatte a serbare memoria dell'omerico Nicandro, che la città nevosa di Claro nutrì (vv. 957 s.).

### Ἀλεξιφάρμακα
Hanno struttura in tutto simile ai Θηριακά. Dopo il proemio dedicatorio a un certo Protagora (vv. 1-11) segue l'elencazione di ventidue veleni di origine animale, vegetale e minerale, degli effetti che sortiscono e degli antidoti da impiegare in ciascun caso (vv. 12-628). Di nuovo in chiusura una σφραγίς (vv. 629 s.), in cui si esorta Protagora a conservare il ricordo di Nicandro e a rispettare la prescrizione di Zeus Xenio.

### Edizioni

#### Opere di Nicandro
- Nicander, The Poems and Poetical Fragments, traduzione e note di A.S.F. Gow e A.F. Scholfield, Cambridge University Press, Cambridge, 1953.
- Nicandrea, Theriaca et Alexipharmaca, a cura di Otto Schneider, Teubner, Lipsia, 1856.
- Nicandro, Theriaká e Alexiphármaka, a cura di Giuseppe Spatafora, Carocci, Roma, 2007. ISBN 9788843040186
- Nicandro di Colofone, Theriaka. Alexipharmaka, a cura di Valeria Gigante Lanzara, Olschki, Firenze, 2022, ISBN 9788822268242

#### Parafrasi di Eutecnio
- Eutecnii paraphrasis in Nicandri Theriaca, a cura di Isabella Gualandri, Cisalpino, Milano-Varese, 1968.
- Eutecnii paraphrasis in Nicandri Alexipharmaka, a cura di Mario Geymonat, Cisalpino, Milano, 1976.

#### Scolii alle opere di Nicandro
- Heinrich Keil in Nicandrea ed. Schneider, cit. supra. [scolii ai Theriaka e agli Alexipharmaka].
- Scholia in Nicandri Alexipharmaka cum glossis, a cura di Mario Geymonat, Cisalpino, Milano, 1974.

### Studi
- G. Pasquali, I due Nicandri, “SIFC” 20, 1913, 53-111 = Scritti filologici, I, Firenze 1986, 340-387.
- W. Kroll, Nikandros (10 e 11), RE 17.1, 1936, 250-265.
- H. Schneider, Vergleichende Untersuchungen zur sprachlichen Struktur der beiden erhaltenen Lehrgedichte des Nikander von Kolophon, Harrassowitz, Wiesbaden, 1962.
- H. White, Studies in the Poetry of Nicander, Hakkert, Amsterdam, 1987.
- a cura di Francesco Della Corte, Dizionario degli autori greci e latini, vol. I, pp. 632–637, Marzorati, 1988.
- Jean De Maleissye, Storia dei veleni. Da Socrate ai giorni nostri, Bologna, Odoya, 2008, ISBN 978-88-6288-019-0.
- F. Overduin, Nicander of Colophon's Theriaca: A Literary Commentary, Leiden-Boston, Brill, 2014.